# Oihana Kortazar Aranzeta
Oihana Kortazar Aranzeta (Elgeta, 29 de juny de 1984) és una corredora de muntanya basca. Va iniciar-se oficialment en la disciplina l'any 2008 a la mitja marató d'Arno. A partir de llavors i durant l'any 2009 va començar a despuntar tant en proves del campionat d'Espanya de curses de muntanya (del qual es proclamà campiona) com de la copa del món, trajectòria que interrompé l'any 2010 arran del seu embaràs. L'eclosió definitiva arribà l'any següent, quan es va proclamar campiona del món de les skyrunning world series i campiona d'Europa en la combinada de quilòmetre vertical i skyrace (mitja marató de muntanya). Durant l'any 2012, Kortazar es proclamà campiona del món de curses verticals i entrà en posicions destacades en nombroses curses de prestigi, com la marató Zegama-Aizkorri (vencedora el 2011 i el 2012, tercera posició el 2016) o el Giir di Mont (3a posició el 2012).